# Šuoikkatjávri
Šuoikkatjávri es un lago de los municipios de Kvænangen en la provincia de Troms y de Kautokeino-Guovdageaidnu en la provincia de Finnmark. Tiene unas dimensiones de 10 km de largo y 900 m de ancho. Sirve de reservorio de agua para la central hidroeléctrica de Cårrujavrit.